# 10639 Gleason
10639 Gleason (1998 VV41) là một tiểu hành tinh vành đai chính được phát hiện ngày 14 tháng 11 năm 1998 bởi Spacewatch ở Kitt Peak.